# クラ☆クラ 〜CLASSY☆CRANBERRY'S〜
『クラ☆クラ CLASSY☆CRANBERRY'S』（クラ・クラ クラッシー・クランベリーズ）は、2010年7月23日にアトリエかぐや・P-chより発売された18禁恋愛アドベンチャーゲーム。2016年3月25日には、ωstarより同内容の廉価版がダウンロード販売版と同価格で同時発売された。
本作は八宝備仁と『彼女×彼女×彼女 〜三姉妹とのドキドキ共同生活〜』を手掛けたωstar（八宝備仁が立ち上げたゲームブランド）のスタッフが制作した「P-ch」のデビュー作である。コマンド選択式のゲームシステムやラブコメディ調のシナリオ、そして絶倫の主人公という馴染みの深い要素はそのままに、抜きゲーを手軽に楽しめるようになっている。
本作では演出などにFAVORITEのスタッフが協力しており、ゲームエンジンはアトリエかぐやアプリケーションではなく、FAVORITE VIEW POINT SYSTEMを使用している。卑語に関しても従来のかぐや消しでなく、無修正となっている。
2016年3月25日にはωstarより廉価版が発売された。発売元が異なるためもあってブランドロゴやクレジットは修正されており、公式対応OSもアトリエかぐや版がWindows 2000/XP/Vista/7であったのに対し、マイクロソフトによるWindows 2000/XPのサポート終了を経たωstar版はWindows Vista/7/8/8.1/10に変更されている。また、パッケージ版にはωstarでの八宝備仁の別作品『美少女万華鏡』シリーズ新作のパッケージイラストのポストカードが同梱されている。

## ストーリー
本多零は、国際派俳優の義父と天才科学者の母を持つ御曹司であり、セレブリティらが在籍する聖マトリエル学園に通っていた。学園の伝統行事である舞踏会「降臨祭」のプリンスには零が選ばれていた。
一方、相手役のプリンセスには、零の義妹である本多世枝瑠、零の幼馴染花山院紫子、女子から人気の高い九条翼、そして特待生の楠美雨の4人が選出されており、人気投票が行われたものの、拮抗していたため、学園側は零本人にゆだねることとした。
そして、零が美雨を助けたことを機に、彼女と親しい間柄になった所から転機が訪れる。

## 登場キャラクター

### 主要人物
本多 零（ほんだ れい）
声 - 空乃太陽（一部ルートのみ音声あり）
本作の主人公で聖マトリエル学園2年生。国際派俳優の義父と天才科学者の母を持つ本多財閥の長男。容姿端麗かつ文武両道だが、それを鼻にかけず人当たりの良い性格で男女問わず学園での人気は高い。
「降臨祭」のプリンス役には零の意思に関係なく全校生徒の推薦で選ばれた。美雨を助けて以来は彼女と親しくなり、自由奔放な一般庶民の生活にも憧れを抱いている模様。シャーロッキアンを自負するほど推理小説を好み、いざと言う時には推理を交えながら行動する。
乗馬部や剣道部をはじめとする部員に頼まれ、ほとんどの部に籍を置いているが、自宅でゆっくり推理小説を読みたいため大会時しか参加しない幽霊部員となっている。しかしそれでも大会ではほとんど1位を収めるほどの好成績であり、部の女子達も零と会話できる数少ない機会と割り切って黙認している。
楠 美雨（くすのき みう）
声 - 萌木唯
服飾デザインの分野で特待生として入園してきた一般庶民の娘で、零のクラスメイト。零には以前から憧れており、彼に助けられて以来は親しくなるが、身分違いなのを意識し一歩後ろに下がるような接し方になる。ファミレスでアルバイトに勤しみながら、アパートで一人暮らしをしている。成績優秀でその可愛らしい容姿と明るく素直な性格のため、「楠美雨ファンクラブ」が結成されるほど男子生徒からの人気は高く、アルバイト先のファミレスへは男子生徒が美雨目当てでよく集まる。
特待生になっただけのことはあって裁縫の腕はかなりのもので、日常で私用しているバッグや弁当入れはもちろん衣服やパーティードレスも自分で作ることができるなど、一流デザイナー並みのセンスと完成度を併せ持つ。
本多 世枝瑠（ほんだ せしる）
声 - 榊木春乃
零の義妹で義父の連れ子。零に密かな想いを抱いているが、義妹という立場から表に出せずつい天邪鬼な態度になってしまう。零が作ってくれるキャラメルハニーケーキが好き。自宅では、パンダを模したフード付きのパジャマを着ている。
花山院 紫子（かざんいん ゆかりこ）
声 - 伊東サラ
零の隣に住んでいる名門・花山院家の長女で、零とは幼馴染。容姿端麗かつ文武両道に加え性格も良く、名門の生まれもあって「紫子様」と敬称で呼ばれている。プライドは高いものの、人当たりが良いため、友人は多い。
零としては小さい頃からの親友として見ているが、紫子自身は零に恋心を抱いている。そのため、女性にモテる零にはやきもちすることもある。
部活は馬術部に所属している。
九条 翼（くじょう つばさ）
声 - のらのねこ
零の同級生。幼少時、病弱だった翼を心配した両親が占い師に勧められ、彼女を男装させて育てたために男っぽい性格や口調となった。零とは幼児舎の頃の同級生で、学園の入学式で約10年ぶりに零と再会したものの、彼は「男」としての翼しか記憶になく、彼女があまりにも可愛く成長していたために全く気づかなかった。それゆえ、零へは激しい怒りを抱いており、再会以来の約2年間は何かと敵視していた。自分の言動に内心ではコンプレックスを抱いており、「男っぽい」と言われると落ち込む。女子生徒に人気があり、「翼様ファンクラブ」も結成されているが、そのことが更に落ち込む原因の1つとなっている。
フェンシング部に所属しており、全国レベルの実力を持つエースとして期待されている。
尾瀬 杏夏（おぜ きょうか）
声 - 玉木宏美
零の母の助手をしている大学生で、聖マトリエル学園のOGでもある。IQ170の天才で、昔は零の家庭教師をしていたこともある。零と世枝瑠の両親が海外へ行っている間は、彼らの保護者兼研究者として本多邸で同居することとなっており、大学へは行かずに本多邸でショコラのフィールドテストや研究室でショコラの研究に没頭している。
バストこそ120cmと登場キャラクター中最大を誇る超巨乳の大人であるが、少女のように恋を夢見る一面もある。酒好きで、本多邸ではよく酔っ払った姿を見せる。
風魔 平蔵（ふうま へいぞう）
声 - 上井草住
零の中学時代からの親友で、スポーツ用品メーカー「FUMA」の社長令息。いつどこでも関西弁で会話するほど粗雑な言動のため、チンピラ風に見て取れるが、心根は良い。零や紫子との友情を大事にしている。喧嘩も強く、零と渡り合えるほど。
部活は剣道部に所属している。
大和 駆（やまと かける）
声 - 漢道男
世枝瑠のクラスメイトの男子で、いつもスキンヘッドに黒のバンダナを巻き、両耳に多くのピアスを着けている。学園の制服ではなく古典的な学ランを羽織っている上、中学3年時に修学旅行で行った奈良で購入した本黒檀の木刀「斬月」（と命名している）を主とする様々なものを常に所持しており、それについてのうんちくを語る。
一見タチの悪いチンピラ風だが、文化庁御用達の宮大工の一族で、人間国宝の祖父を持ち、自身も将来は宮大工になろうと思っている。性格が微妙に似ている平蔵とはあまり馬が合わず、会う毎に喧嘩腰になる。
零へ喧嘩を売った際に結果として彼に助けられて以降、「零の舎弟」を自称しながら零のことを敬愛しており、「兄貴手帳」なるもので彼の言動を逐一記載し、自分もこういう漢になろうと努力している。実は世枝瑠のファンでもあるため、時々彼女の（頼んでもいないのに）用心棒かつパシリをしている。
部活はゴルフ部に所属している。

### サブキャラクター
ショコラ
声 - 青山いちこ
零の母親が開発したメイド型アンドロイド「メイドロイド」のプロトタイプで、正式名称はショコラ01。人間の細胞で作られた人工皮膚や零の母親が開発した思考型AIを搭載しており、常に学習しながら稼動しているため、零が初めて会った時には既に人間と寸分違わぬ言動を取っている。外界でのフィールドテストとして、本多邸で働いている。
リサ＝リサ＝ギムレット
声 - 高坂しえる
美雨と同様に、数学の分野で特待生として学園へ編入してきたイギリス人の少女で、同級生。不可思議な言動で同級生からもミステリアスな存在として知られている。美雨の弁当が好きで、いつも昼食時にそれを見ては、掠め取るようにつまみ食いを行う。駄洒落が好きで、気に入るといつまでも笑う。あだ名はリサリサ。
高屋敷 楓（たかやしき かえで）
声 - のあ
学園の風紀委員で零と同級生。いつもクラスメイトの服装の乱れなどを注意しているため、きちんと制服を着ていない平蔵とは仲が悪い。周囲には真面目で堅い印象を与えているが、内心では零に恋慕を抱いている。零のことに色々と詳しいため、平蔵には「零ヲタ」と呼ばれている。
涼音 クルミ（すずね くるみ）
声 - 佐藤千幸
聖マトリエル学園新聞部部長で、零とは同級生である。「学園位置の変人」という異名を持っており、性格は唯我独尊を地で行くほど傍若無人である。いつも零のスキャンダルを狙ってスクープにしようと目論み、カメラマンと一緒に彼の周りをうろついている。しかし、その度に風でスカートがめくれて翌日の新聞のトップを飾る羽目になる。実は零のことを想っているが、口には出せず寂しがり屋でもあるため、美雨がアルバイト中のファミレスではクルミがパイやケーキを自棄食いする姿がよく見かけられる。
緑川 風子（みどりかわ ふうこ）
声 - 南唐木田くぅ
零の担任女教師で英語担当。美人で性格も良いため、生徒達の人気は高い。恋に恋する乙女な一面を持っており、「『ロミオとジュリエット』みたいな恋をしてみたい」と思っている。英語教師になったのも、ウィリアム・シェークスピアの原文で『ロミオとジュリエット』を読みたかったのが理由である。
アンドレア・アルベール・ピエール・ガサラキ
声 - 上下中
モナカ公国の推定公位継承権第2位の王子で、マトリエル学園の創設者にして理事長。いかにも貴族といった風貌をしており、学園内での移動は常に執事が2人がかりで赤い絨毯を敷いている。紅茶とバラを愛する自称「愛の探求者」でもあり、「降臨祭」もアンドレアが考案した。零とは海外でのパーティーなどで顔を合わせる機会がよくあり、旧知の仲。ちなみに、理事長の座には趣味で就いている。
金田・白銀（かねだ・しろがね）
フェンシング部員で翼派の側近を務める。一般庶民である美雨が零と一緒にいることを快く思っておらず、彼女へ様々な嫌がらせを行う。それは零達の案によって毎回失敗するが、その度に心広い美雨に許されても全く改心せず、嫌がらせの策を練る始末である。美雨ルートではそのことを翼に知られ、筆舌に尽くし難い罰を受ける羽目となる。
零の母親
零の実母で工学系を主とする世界的に有名な天才科学者。数々の発明を世に発表し、ショコラに搭載している思考型AIや人工知能なども彼女が理論を構築し開発している。気さくでさばけた性格で、作中ではロンドンで零・世枝瑠と別れた後、夫と共にヨーロッパ旅行をしており、零とは時折電話で会話をしている。また、何事にもこだわりがあり、本多邸で使われているカーテンもイギリスで特注したシルク製。
餡子（あんこ）
零の母親が飼っているボアコンストリクターで性格は大人しく、零をはじめとする本多邸の者の命令には忠実。時々ジャングルみたいな大浴場でうろつく時がある。

## スタッフ
- 原画：八宝備仁
- シナリオ：猫コスメ[3]、保住圭[3]
- 企画：猫コスメ、八宝備仁
- 演出：水間ホシひと
- システム制作：コーラス
- CG：夏華瑠璃、だらぶち、MARSHAN、GT、Qwe
- CG仕上げ：MARSHAN、八宝備仁
- CG編集：ヒロ彦
- 背景：夏華瑠璃、だらぶち、ヒロ彦、Hoobow
- 背景デザイン：ヤオキン
- 背景カットイン：夏華瑠璃
- インターフェイス：井村屋あゆか
- SD：ここのか
- スクリプト：渕神鏡也、佐野雅弘、むにょっ、猫コスメ、井村屋あゆか、コーラス、水間ホシひと
- 効果音：むにょっ
- BGM：tsujiyo.com、Momiji
- 収録：藤原もりじ
- 音声演出：藤原もりじ、高橋あきお
- 音声編集：高橋あきお、田畑利徳
- キャスティング：藤原＆高橋
- 収録スタジオ：ブレイブハーツ
- ムービー：KIZAWAstudio
- 制作協力：FAVORITE、有限会社フルール
- 制作著作：アトリエかぐやP-ch、八宝備仁
- 販売：アトリエかぐや

## 主題歌
オープニングテーマ『Only we：to the world』
作詞：猫コスメ / 作曲・編曲：tsujiyo.com / 歌：凛
エンディングテーマ『王子様を探して』
作詞：猫コスメ / 作曲・編曲：tsujiyo.com / 歌：凛

## 反響
本作は、Getchu.comの美少女ゲームアワード2010のエロ部門の6位にランクインした。